# Wijdefjorden
Wijdefjorden est, avec 108 kilomètres, le plus long fjord du Svalbard, s'enfonçant au milieu de l'île de Spitzberg depuis sa côte septentrionale. Au sud de celui-ci, fut aménagé le parc national d'Indre Wijdefjorden.
À partir du Kapp Petermann, le Wijdefjorden se divise en deux bras : le Vestfjorden (fjord de l'ouest) et l'Austfjorden (fjord de l'est).